# Ethusa
Ethusa is een geslacht van kreeftachtigen uit de klasse van de Malacostraca (hogere kreeftachtigen).

## Soorten
- Ethusa abbreviata Castro, 2005
- Ethusa americana A. Milne-Edwards, 1880
- Ethusa andamanica Alcock, 1894
- Ethusa barbata Castro, 2005
- Ethusa ciliatifrons Faxon, 1893
- Ethusa crassipodia Castro, 2005
- Ethusa crosnieri Chen, 1993
- Ethusa curvipes Chen, 1993
- Ethusa dilatidens Chen, 1997
- Ethusa foresti Chen, 1986
- Ethusa furca Chen, 1993
- Ethusa gracilipes
- Ethusa granulosa Ihle, 1916
- Ethusa hawaiiensis Rathbun, 1906
- Ethusa hirsuta McArdle, 1900
- Ethusa indica Alcock, 1894
- Ethusa indonesiensis Chen, 1997
- Ethusa izuensis Sakai, 1937
- Ethusa lata Rathbun, 1894
- Ethusa latidactylus (Parisi, 1914)
- Ethusa longidentata Chen, 1997
- Ethusa machaera Castro, 2005
- Ethusa magnipalmata Chen, 1993
- Ethusa makasarica Chen, 1993
- Ethusa mascarone (Herbst, 1785)
- Ethusa microphthalma Smith, 1881
- Ethusa minuta Sakai, 1937
- Ethusa obliquedens Chen, 1993
- Ethusa orientalis Miers, 1886
- Ethusa panamensis Finnegan, 1931
- Ethusa parapygmaea Chen, 1993
- Ethusa philippinensis Sakai, 1983
- Ethusa pintada Castro, 2013
- Ethusa pygmaea Alcock, 1894
- Ethusa quadrata Sakai, 1937
- Ethusa rosacea A. Milne-Edwards & Bouvier, 1897
- Ethusa rugulosa A. Milne-Edwards & Bouvier, 1897
- Ethusa sexdentata (Stimpson, 1858)
- Ethusa sinespina Kensley, 1969
- Ethusa steyaerti Hendrickx, 1989
- Ethusa tenuipes Rathbun, 1897
- Ethusa thieli Spiridonov & Türkay, 2007
- Ethusa truncata A. Milne-Edwards & Bouvier, 1899
- Ethusa vossi Manning & Holthuis, 1981
- Ethusa zurstrasseni Doflein, 1904